# Keep the Faith (canción de Bon Jovi)
«Keep the Faith» es el nombre del primer sencillo del quinto álbum de estudio de Bon Jovi, también titulado Keep the Faith. Este tema representa el gran cambio musical que hizo la banda a principios de la década de 1990, dejando atrás el glam metal ochentero por un hard rock más contemporáneo.

## El vídeo
El videoclip de esta canción fue dirigido por Phil Joanou. Se desenvuelve en las calles de Nueva York, en las que los integrantes interpretan el tema, mientras son vistos por miles de personas. De igual manera, grabaron el vídeo tocando en un cuarto oscuro, rodeados de velas, detalle que le da un toque místico a la interpretación.

## Miembros
- Jon Bon Jovi - voz y maracas
- Richie Sambora - guitarra y coros
- David Bryan - teclados y coros
- Tico Torres - batería
- Alec John Such - bajo y coros

## Desempeño en Listas
| Lista (1992)                            | Mejor posición |
| --------------------------------------- | -------------- |
| Alemania (Offizielle Deutsche Charts)   | 8              |
| Australia (ARIA)                        | 10             |
| Austria (Ö3 Austria Top 40)             | 17             |
| Bélgica (Flandes) (Ultratop 50)         | 14             |
| Canadá (RPM Top Singles)                | 5              |
| Estados Unidos (Billboard Hot 100)      | 29             |
| Estados Unidos (Mainstream Rock Tracks) | 1              |
| Estados Unidos (Top 40 Mainstream)      | 23             |
| Finlandia (Finland's Official List)     | 3              |
| Irlanda (IRMA)                          | 5              |
| Noruega (VG-lista)                      | 1              |
| Nueva Zelanda (Recorded Music NZ)       | 4              |
| Países Bajos (Dutch Top 40)             | 10             |
| Reino Unido (UK Singles Chart)          | 5              |
| Suecia (Sverigetopplistan)              | 7              |
| Suiza (Schweizer Hitparade)             | 3              |

### Sucesión en listas
| Anterior: «Rest in Peace» de Extreme | Mainstream Rock Tracks — Sencillo Nro 1 21 de noviembre de 1992 — 28 de noviembre de 1992 | Siguiente: «Hotel Illness» de The Black Crowes |